# مضادات الأوالي
مضادات الأوالي (رمز نظام التصنيف الكيميائي العلاجي التشريحي: ATC P01) هي فئة من الأدوية المستخدمة في علاج عدوى الأوالي.
لدى الأوالي أو الأوليات القليل من القواسم المشتركة مع بعضها ولذلك فقد تكون هذه المضادات فعالة ضد بعضها وقد لا تكون فعالة ضد بعضها الآخر.
ويمكن تصنيفها عن طريق آلية عملها، أو عن طريق الكائن الحي الذي توصف له. في الآونة الأخيرة اقترح استخدام الفيروسات في علاج الالتهابات التي تسببها الأوالي.

## الاستخدامات الطبية
مضادات الأوالي تستخدم لعلاج حالات العدوى الطفيلية، التي تشمل داء الأميبات، داء الجيارديات، داء خفيات الأبواغ، داء البوغيات الخفية، الملاريا، داء البابسيات، داء المثقبيات، داء شاغاس، داء الليشمانيات، وداء المقوسات. وتعتبر حاليا العديد من العلاجات لهذه الإصابات محدودة بسبب سميتها.

## آلية
آليات أدوية الأوالي تختلف كثيرا عن الأدوية. على سبيل المثال ايفلورنيثين وهو دواء يستخدم لعلاج داء المثقبيات، ويثبط الأورنيثين كربوكسيل، في حين أمينوغليكوزيد المستخدم لعلاج داء الليشمانيات يعتقد أنه يثبط تخليق البروتين.

## أمثلة
- ايفلورنيثين
- فورازوليدون
- ميلارسوبرول
- مترونيدازول
- أورنيدازول
- بارومومايسين
- بينتاميدين
- بيريميثامين
- تاينيدازول